# Pogranitchny
Pogranitchny (en russe : Пограничный) est une commune urbaine du kraï du Primorié, dans l'Extrême-Orient russe, et le centre administratif du raïon de Pogranitchny. Sa population s'élevait à 11 857 habitants en 2009.

## Géographie
Pogranitchny est située à 148 km (205 km par la route) de Vladivostok et à 15 km de la frontière chinoise.

## Histoire
L'histoire de Pogranitchny commence en 1898 lorsque la gare de Grodekovo, reliée au chemin de fer de l'Est chinois, est construite sur l'emplacement d'un village cosaque appelé Grodekovskaïa (en russe : Гродековская, en l’honneur du général d’infanterie Nikolaï Grodekov). La zone de peuplement se développe rapidement et en 1914 le village compte 1 613 habitants.
Le 24 janvier 1926, Grodekovo devient un centre administratif de raïon. Durant les trente années suivantes, la localité est collectivisée et industrialisée. En 1958, Grodekovo est renommée Pogranitchny.